# 御船駅
御船駅（みふねえき）は、かつて熊本県上益城郡御船町にあった熊延鉄道の駅（廃駅）である。

## 歴史
- 1916年（大正5年）3月1日：御船鉄道（後に熊延鉄道）が小坂村駅から延伸した際の終着駅として開業。
- 1923年（大正12年）4月28日：当駅 - 甲佐間開業に伴い中間駅となる。
- 1964年（昭和39年）3月31日：熊延鉄道廃線に伴い廃止。

## 駅構造
島式ホーム1面2線を有する地上駅であった。

## 隣の駅
熊延鉄道
小坂村駅 - 御船駅 - 辺田見駅